# کتاب دستور غذای الینور فتی‌پلاس
کتاب دستور غذای الینور فتی‌پلاس (انگلیسی: Elinor Fettiplace's Receipt Book) کتابی است در سال ۱۹۸۶ از هیلاری اسپارلینگ که حاوی و توصیف دستور العمل‌های کتابی است که توسط النور فتیپلیس با تاریخ ۱۶۰۴ نوشته شده و در زمان حیات او گردآوری شده‌است: نسخه خطی حاوی اضافاتی است. اسپرلینگ همسر یکی از نوادگان فتیپلاس است که این نسخه خطی را به ارث برده بود. این کتاب نمای مستقیمی از آشپزی انگلیسی عصر الیزابت در یک خانه روستایی اشرافی، با یادداشت‌های فتیپلیس در مورد مدیریت خانه ارائه می‌کند.